# Ein Paradies für Ethnographen
Ein Paradies für Ethnographen. Polnische Geschichten ist eine Reportagensammlung von Ryszard Kapuściński.

## Der Autor
Der polnische Schriftsteller und Journalist Ryszard Kapuściński (1932–2007) gehört zu den meist übersetzten Autoren aus Polen. 1956 beendete er sein Geschichtsstudium an der Universität in Warschau. Schon als Student hatte er sich in verschiedenen Redaktionen journalistisch betätigt. Ende der 1950er Jahre reiste er immer öfter und entdeckte seine Leidenschaft, über Länder in umfassenden Transformationsprozessen zu schreiben. 1962 wurde er bei der Polnischen Presseagentur als Reporter angestellt und verbrachte die nächsten sechs Jahre in Afrika, wo er eine intensive Zeit mit vielen politischen und sozialen Umbrüchen erlebte und aufmerksam dokumentierte. Danach unternahm er Reisen durch den südlichen Teil der UdSSR, gefolgt von längeren Aufenthalten in Südamerika, im Mittleren Osten, in Asien und wieder auf dem afrikanischen Kontinent. Während dieser Jahre entstanden einige seiner prominentesten Werke, beispielsweise Wieder ein Tag Leben (1976), König der Könige (1978) und Schah-in-Schah (1982). Später veröffentlichte er neben Gedichten weitere wichtige Reportagesammlungen wie Imperium (1993), in der auch der Zerfall der Sowjetunion thematisiert wird. 2003 erschien sein Selbstporträt als Reporter.

## Das Werk
Die Erstausgabe des Werks „Busz po polsku“ erfolgte 1962 und stellte eine Sammlung von Reportagen dar, die Kapuściński zwischen 1959 und 1961 verfasste und größtenteils bereits in der Warschauer Wochenzeitung „Polityka“ publiziert hatte. Der im Jahr 2010 unter dem Titel „Ein Paradies für Ethnographen“ erstmals auf Deutsch herausgegebene Band, der durch ein Vorwort von Martin Pollack eröffnet wird, umfasst neben den 16 Reportagen auch einen später verfassten Text, „Gedächtnisübungen“, der am Anfang des Bandes steht. Nach Pollacks Einschätzung soll dieser erst in den 80er Jahren entstanden sein.
Auf der formalen Ebene zeichnen sich schon bei einer ersten Lektüre die präzisen und echten Orts-, Zeit- und Personenangaben in den meisten Reportagen. Somit werden Indikatoren für die Authentizität des Stoffes eingefügt. Dies ist stark mit der Entstehung der Texte verbunden. In dem Vorwort erläutert Pollack, dass Kapuściński Menschen, Orte und Ereignisse beschreibt, die ihm auf seinen Dienstreisen begegneten. Die meisten Geschichten sind aus der Ich-Perspektive verfasst und dieser Reporter erweist sich durch seine Beziehung zu den anderen Figuren sowie durch sein Verhältnis zu seinem Umfeld als Reporter. Er beschreibt nicht lediglich die Ereignisse um sich herum, sondern befragt, erforscht die Hintergründe, sondiert die sozio-politischen Kontexte sowie das menschliche Verhalten. Er gibt sich mit der Oberfläche und der gegenwärtigen Situation nicht zufrieden, sondern erkundet auch die Motive und die Vergangenheit, die zu dieser bestimmten Situation geführt haben.
Somit gibt es auch auf der inhaltlichen Ebene Elemente, die den dokumentarischen Charakter der Geschichten prägen. In erster Linie geht es um die intensive Beschäftigung Kapuścińskis mit sozialen Themen, wie Krieg und dessen Konsequenzen für die zeitgenössische Gesellschaft, soziale Konflikte und Ungerechtigkeiten, Konsum und Modernisierung. Diese behandelt er nicht vom Schreibtisch, sondern mitten im Feld, unter den Beteiligten. Ebenfalls aus Pollacks Betrachtungen geht hervor, dass sich Kapuściński mit den Menschen über deren alltäglichen Schwierigkeiten, über Armut, Probleme mit den staatlichen Institutionen oder mit der sozialistischen Gesellschaftsordnung unterhielt und deren Lebenswelt aufmerksam beobachtete. Er illustriert breitere soziale Phänomene anhand der Individualschicksale einfacher Menschen, meistens der Außenseiter, derjenigen, die ungewöhnliche Lebensgeschichten haben oder nicht in das vorgefertigte Schema reinpassen. Pollack betrachtet Kapuściński deshalb auch als „Beobachter des Alltäglichen, des scheinbar Banalen, der kleinen Gesten und auf den ersten Blick unbedeutenden Details“. Die Sorgfalt für Einzelheiten in seiner dokumentarischen Vorgehensweise zeichnet sich in seinen Werken besonders aus.
Außerdem wendet Kapuściński seine Aufmerksamkeit auch denjenigen Bereichen zu, die in der Öffentlichkeit weniger präsent oder tabuisiert waren und übt Kritik am sozialistischen Staat. Die Tatsache, dass auch in Polen eine Tauwetterzeit einsetzt, stellt für ihn die Gelegenheit dar, darüber zu schreiben und diese Texte zu publizieren, die vor 1956 wegen der Zensur sehr wahrscheinlich nicht erschienen hätten.
Mit den „Polnischen Geschichten“ beabsichtigte Kapuściński, den eigenen Landsleuten Polen, seine Kultur und den weniger sichtbaren Alltag in diesem Land näher zu bringen.

## Die Reportagen

### Gedächtnisübungen
In diesem Erinnerungstext geht es um den Zweiten Weltkrieg, seine Wirkungen auf die Menschen und auf ihre Umgebung.
Eingeleitet wird er von einer Strophe aus einem Gedicht von Janusz A. Ihnatowicz., in welcher der Kontrast zwischen der Unschuldigkeit des Kindes und die unmittelbare Vernichtung durch den Krieg thematisiert wird. Der Autor erinnert sich an den Krieg, den er als Kind erlebt hat. Er gesteht, dass ihm der Beginn des Krieges viel deutlicher in Erinnerung geblieben ist als sein Ende. Die Schilderung beginnt im September 1939, als der Autor sieben Jahre alt war. Das ganze Geschehen war für ihn eine fremde Erfahrung, die eine besondere Anziehungskraft auf ihn ausübte. Als Kind verstand er nicht, dass es sich dabei um Tod handelte. Er befand sich auf der Flucht mit anderen Familienmitgliedern, der Mutter, dem Großvater und der jüngeren Schwester. Seine emotionsbeladenen Beschreibungen illustrieren die Konfrontation der Unschuldigen mit dem Bösen, ein Erlebnis, das mit allen Sinnen wahrgenommen wird.
Den ersten Kriegswinter überlebten sie als Flüchtlinge trotz Kälte, Armut, Hunger und Angst. Sie verließen das Städtchen Pińsk in der Region Polesie und fuhren nach Westen, Richtung Warschau, wo sich der aus der Gefangenschaft entflohene Vater befand. Dieser arbeitete als Lehrer in einer Dorfschule. In der Lichtung eines in der Nähe des Dorfes gelegenen Waldes fanden die Exekutionen der Verurteilten durch die SS statt, die die Kinder aus ihren Verstecken verfolgten. Außerdem kamen nachts polnische Partisanen zu Besuch. Der Autor hatte den großen Wunsch, anständige Schuhe zu besitzen, denn diese stellten ein „Symbol für Prestige und Macht“ (19) dar, noch mehr sogar, für die menschliche Existenz zu der Zeit.
Der Autor ist der Ansicht, dass der Krieg für die Überlebenden kein Ende genommen habe. Diese Menschen könnten von der Vergangenheit keinen Abstand nehmen, da sie zu stark an die Erinnerungen gebunden sind. Außerdem ist der Krieg immer noch im Leben der Überlebenden präsent durch seine Wirkungen, darunter solche wie Armut oder Verlust des eigenen Zuhauses. Nicht nur äußerlich gibt es diese Fortsetzung, sondern auch innerlich, dadurch, dass der Krieg Wunden, Hass und deformierte Mentalitäten hinterlassen hat. Für diejenige, die den Krieg als Kinder erlebt haben, war dieser die einzig bekannte Weltordnung, da sie den Frieden nicht kannten.
Der Text ist als Manifest gegen den Krieg zu verstehen. Der Autor kritisiert darin die vereinfachte Sicht auf die Welt durch die Betonung der Gegensätze „Gut“ und „Böse“, die der Krieg bietet. Alles, was zählt, ist die Zerstörung des Feindes, dementsprechend ist der Stärkste der Gewinner und die Kraft am wichtigsten, wodurch die Menschlichkeit verschwindet. Der Autor betrachtet es als Verantwortung der Überlebenden, den jungen Generationen, die den Krieg nicht erlebt haben, darüber zu berichten, denn durch diese Berichte können weitere Kriege verhindert werden und Solidarität wachsen. Der Text endet mit einer Strophe aus Goethes Faust, anhand derer Kapuściński seine Hoffnung auf Frieden und Menschenliebe nach 1945 ausdrückt, ähnlich wie der Gelehrte Faust, als er voller Enthusiasmus sein Studierzimmer erneut betritt, einen Neuanfang erhoffend.

### Aufbruch der fünften Kolonne
In diesem Text geht es um die Traumata, die der Krieg im Leben der Überlebenden hinterlässt.
Am 11. September 1961 laufen zwei alte Frauen, die 85-jährige Augusta Bruzius mit ihrer Tochter Margot im Alter von 58 Jahren, unbemerkt aus dem Altersheim in Szczytno davon, da sie eine bekannte Musik vernehmen können, eine Art Melodie des Krieges. Im Vergleich zu den anderen besitzen sie den „Blutinstinkt“, weshalb sie diese sonderbare Musik überhaupt wahrnehmen. Sie erreichen den Bahnhof und nehmen den Zug nach Olecko. In Olecko besaß Bruzius, Augustas Mann, einen Grund, auf dem er zwei Wohnhäuser gebaut hatte und wo polnische Knechte arbeiteten. Nach seinem Tod beschlagnahmte der polnische Staat den Grund sowie die Häuser. Augusta und Margot reisten nach Szczytno, wo sie lange Zeit im Krankenhaus und dann im Altersheim verbrachten.
Nun machen sie sich auf den Weg zurück nach Olecko, um ihre Häuser zurückzubekommen. Die beiden Frauen gehen von Tür zu Tür, sprechen die Menschen auf Deutsch an, weil sie glauben, dass sie sich da im deutschen Staat befinden würden. Augusta will hier auf zwei ihrer vier Söhne warten, die aus Westdeutschland kommen würden. Die Frauen werden für verrückt gehalten und vertrieben. Sie wollen nicht zurück nach Szczytno fahren, weshalb sie in das Altersheim in Nowa Wies bei Elk einziehen, um näher bei Olecko zu sein. Die alten Menschen in diesem Heim, die noch immer wache Erinnerungen an den Krieg haben, regen sich sehr über die Anwesenheit der beiden Frauen auf und wollen sie fortjagen. Augusta und Margot fliehen am nächsten Morgen unbemerkt aus dem Heim weg, der Musik folgend.

### Weit
In dieser Reportage geht es um die Veränderung der dörflichen Welt nach dem Krieg.
Das Dorf Cisowka in Bialystok wurde früher als „Paradies für Ethnographen“ angesehen, da sich hier die ursprüngliche Form der Wirtschafts- und Lebensgemeinschaft erhalten hatte. Hier herrschte Armut und Unterentwicklung, es gab keine moderne Technik. Vor dem Krieg kannten die Menschen keine Autos, heute fahren die Bauern mit Motorrädern. Damals war ein Radioapparat ein Luxusgerät, heute hat jeder Dorfbewohner eins im Haushalt. Strom gibt es inzwischen überall im Dorf. Das Essen erscheint heute selbstverständlich, die Leute kennen den Hunger nicht mehr. Die Modernisierung des Dorfes geschieht im Sinne der sozialistischen Ideologie und es wird viel gerechnet, um die Lebensbedingungen zu verbessern. Es finden viele Diskussionen über die Innovationen statt, zum Beispiel zwischen dem Bauern Lukasz Mikolaj und dem Dorfschulzen über moderne Lösungen in der Landwirtschaft. Auch die Initiative der Dorfbewohner zählt viel. Lange Zeit stand die Eisenbahnstrecke in der Nähe des Dorfes unbenutzt. Nachdem sich die Einwohner selbst eine Bahnstation neben dem Wald gebaut haben, entschied sich das Verkehrsministerium, einen Anschluss mit einem modernen Schnellzug dort zu erstellen.

### Gerettet auf dem Floß
In diesem Text geht es um die Existenz eines Außenseiters.
Zwei wissenschaftliche Assistenten, die an der Universität Literatur lehren, machen sich ab Mai fast jeden Samstag auf den Weg nach Stanica Wodna. Hier treffen sie den jungen Flößer Jozef Jagielski, mit dem sie sich über sein Leben unterhalten. Seine Arbeit besteht darin, Flöße über den See zu bringen, das Holz gelangt später dann zum Sägewerk. Jozef treibt das Floß mithilfe einer Holzstange voran. Bei seiner Arbeit ist vom Wind abhängig, da der Wind seine Bewegung bestimmt. Gelegentlich spürt der Flößer keinen Boden mehr unter sich, weshalb er nicht weiterkommen kann. In diesen Momenten wartet er einfach geduldig darauf, wieder Boden zu spüren. Die zwei Gäste betrachten ihn als einen Philosophen und übertragen diese Einstellung auf die gesamte Weltordnung und die aktuelle „Krise der Werte“, bei der die Menschen ebenfalls keinen festen Halt mehr zu haben scheinen. Jagielski liebt seinen Job, weil ihm diese Beschäftigung im Vergleich zu anderen Freiheit bietet. Trotz der Schwierigkeiten, die ihm manchmal die Natur bereitet, bewahrt er Ruhe. Er lebt weit entfernt vom bewegten Alltag, kommt nicht in Berührung mit den wichtigen Ereignissen, Nachrichten erreichen ihn nicht. Wegen seiner Unabhängigkeit erfreut er sich der großen Bewunderung der zwei Assistenten, die ihn gern mit Zeus vergleichen.

### Piątek bei Grunwald
In dieser Reportage geht es um den vorübergehenden Charakter des Kriegs und der Zerstörung, denen der ständige Kreislauf des Lebens gegenübergestellt wird.
Der Text beginnt mit einem Zitat aus Henryk Sienkiewiczs im Jahr 1900 erschienenen Roman „Die Kreuzritter“. Das Werk erschien in einer Zeitspanne, in der Polen als souveräner Nationalstaat nicht existierte und Teile davon nun zum Deutschen, zum Österreich-ungarischen oder zum Russischen Kaiserreich gehörten. Die Schlacht von Grunwald / Tannenberg 1410, bei dem die polnisch-litauischen Truppen die Ritter des Deutschen Ordens besiegten, ist zu einem der bedeutendsten Nationalmythen Polens geworden, vor allem ab der zweiten Hälfte des 19. Jahrhunderts, als sie zunehmend in der polnischen Kunst, insbesondere in der Malerei (bei Jan Matejko) und in der Literatur (Henryk Sienkiewicz), thematisiert wurde. Sienkiewiczs patriotisches Werk, dem das 1878 entstandene, monumentale Grunwald-Gemälde von Matejko als Inspiration gedient haben soll, hat die Wahrnehmung und das Bild der Schlacht von Grunwald im polnischen kollektiven Gedächtnis für die kommenden Jahrzehnte maßgeblich geprägt. Mick erläutert in seiner Analyse, wie die Auseinandersetzung im Roman „Die Kreuzritter“ „als Kampf zwischen Gut und Böse“ (Mick 2004, 6) dargestellt wird und dass gleichzeitig Parallelen zwischen dem historischen Ereignis und den zur damaligen Zeit aktuellen polnisch-deutschen Konflikten in Posen gezogen wurden.
Piatek erreichte die Ortschaft Grunwald in einem Pferdewagen zusammen mit seiner Frau und den vier Kindern. Der Krieg war vorbei, aber seine Folgen noch sichtbar. Er entschied sich, da zu bleiben, vor allem dank des fruchtbaren Bodens. Er wollte der Armut in seinem Heimatgebiet Mlawa entfliehen und ein neues Leben anfangen. Piatek arbeitet nun auf dem Getreidefeld, doch wegen einer Verletzung bei der Hüfte kann er nicht mehr richtig laufen. Er muss Krücken benutzen. Wegen seiner körperlichen Einschränkung ist er heute nicht mehr der erfolgreiche Bauer von früher.
Der Reporter beschreibt Piatek bei ihrem Gespräch den Kampf von Grunwald und die genauen Stellungen und Abläufe, doch der Bauer ist in Gedanken an den letzten Weltkrieg. Piatek ist stolz darauf, dass Grunwald ein attraktiver Ort für junge Leute geworden ist, doch gleichzeitig macht er sich Sorgen um seine Ernte und darum, dass viele Menschen das Getreidefeld zertrampeln würden. Diese seien nur vorübergehend da, doch er will in Grunwald bleiben. Ihm ist der Boden und nicht die Geschichte wichtig, die mit diesem Ort verknüpft ist. Trotz der vielen Kriege, die auf diesem Boden stattgefunden haben, gedeihen hier immer noch Früchte und Piatek erntet sie.

### Zahnpastareklame
In diesem Text wird die Oberflächlichkeit des Modernisierungsprozesses in der dörflichen Welt kritisiert, der nur auf die materielle Aspekte und auf den sozialen Status zielt, doch die tatsächlichen Bedürfnisse der Bewohner, ihre Erziehung sowie ihre Werte vernachlässigt.
Die Handlung findet im Dorf Pratki im Kreis Elk statt. Die Mädchen aus Pratki erzählen dem Reporter von der Feier und der aktuellen Situation in ihrem Dorf. Marion Jesion befand sich auf der Dorffeier mit drei anderen jungen Männern und fünfzehn jungen Frauen. Durch verschiedene Lichteffekte war der Saal in zwei Hälften geteilt: in der roten standen die Männer und in der blauen die Frauen. Da es viel mehr Frauen als Männer gab, mussten sich letztere entscheiden, wen sie zum Tanzen einluden. Für jede und jeden war diese Entscheidung wichtig und ernst, vor allem für die Frauen, die sonst Gefahr liefen, für den Rest ihres Daseins allein zu bleiben. Der Tanz der vier Paare begann, der Saxophonist spielte die neuesten Schlager. Vor dem Walzer fand eine Prügelei statt, die immer bei einer solchen Veranstaltung im Gedächtnis der Teilnehmenden bleiben würde. Am Ende des Abends verließen die vier Paare den Raum, gefolgt von den einsamen elf Frauen, die nicht gewählt wurden.
Sowohl bei den Bräuchen des Tanzabends, als auch bei anderen Ereignissen des Alltags wird die Ungleichheit zwischen den Geschlechtern im Dorf erkennbar. Während im Dorf die Feier stattfand, befand sich Marions Großmutter auf dem Weg durch den dunklen Wald. Sie wurde von Marion von zuhause vertrieben, da dieser bald heiraten wollte und es nicht genug Platz in der Wohnung gab. Unterwegs verlor sie ihr Bewusstsein und wurde in das Altersheim in Nowa Wies eingeliefert.
Im ganzen Dorf herrschen neuerdings ein Kaufwahn und eine starke Tendenz der Bereicherung, sogar durch Stehlen. Alle besorgen sich teuere, neue Waren, von Kleidern und Schmuck bis zu modernen Haushaltsgeräten. Doch dafür leisten sie es sich nicht, auf persönliche Hygienerituale wie das Zähneputzen zu achten. Der Reporter ist davon sehr irritiert, weshalb er vorhat, eine nationale Kampagne zu starten, um den Preis der Zahnpasta zu senken. Aber er wird sich bald bewusst, dass es in erster Linie nicht vom Preis des Produkts abhängt, dass die Bewohner von Pratki ihre Zähne nicht putzen, sondern von ihrer Unwissenheit und fehlender Erziehung. Er stellt sich vor, welche Maßnahmen getroffen werden müssten, um die Dorfbewohner über solche Notwendigkeiten zu informieren.

### Die Düne
In dieser Reportage wird der Umgang des Staates mit seinen besonders verletzlichen Bürgern kritisiert, die deshalb in selbstentworfenen Lebensformen überleben müssen.
Trofim wird 1959 von einer bedeutenden Person beauftragt, einen verlassenen Hof zu bewachen. In dessen Nähe befindet sich ein See und eine Düne. Dieser Ort wurde von unverantwortlichen Menschen vernachlässigt und ruiniert. Niemand wollte freiwillig da leben, weshalb man nach neuen Leuten sucht, deren Leben sowieso unglücklich erscheint. Trofim ist ein frommer, ruhiger und unterworfener Mann, der seit der Kindheit an Epilepsie leidet.
Nach einiger Zeit wird am gleichen Ort Rysiek gebracht, der betrunken Motorrad gefahren war und einen Unfall hatte. Infolgedessen verlor er die Erinnerung an 35 Jahre seines Lebens. Der dritte Mann, der zur Düne geschickt wird, ist der alte Bettler Sienkiewicz, der immer wieder von der Miliz aus der Wojewodschaftshauptstadt hierhergebracht wird. Durch Betteln verdient der gierige Mann viel Geld, welches er nachträglich vom Parteiaktivisten Edek Partyjniak ausgezahlt bekommt.
Die Gruppe wird bald von Edek und dem Kutscher Lipko Dorozkarz ergänzt. Die fünf leben zusammen bei der Düne und beschäftigen sich mit dem Unterhalt der kleinen Wirtschaft. Lipko war vor dem Krieg Kutscher und transportierte unter anderen bekannte Persönlichkeiten mit seinen Tieren. Danach wurde er Schweinehirt. Edek wird von den anderen als Chef betrachtet, er hat viel Energie und koordiniert die Arbeit der anderen in der Hoffnung, bald Ergebnisse dieser Organisationsform zu sehen. Als die Erntezeit kommt und die Kartoffeln und Roggen geerntet werden müssen, geschieht ein Unfall mit ihrem Pferd Mongol. Trofim ist mit ihm nach Elk gefahren, um von dort den Kartoffelroder abzuholen, doch er hat dort einen Anfall und kann sich nicht mehr bewegen. Mongol kehrt allein zur Düne zurück und wird unterwegs von einem Lastwagen überfahren. Für die Ernte brauchen sie ein neues Pferd, doch dafür haben sie kein Geld und Sienkiewicz will keins ausleihen. Der Reporter hat ein kurzes Gespräch mit Sienkiewicz über seine Kindheit, die von Armut geprägt war. Er versteht, dass der Bettler damals den Unterschied zwischen den Armen und den Reichen begriffen hatte: Erste seien den Tieren gleich, letztere seien Menschen. Deshalb hat er jahrelang das Geld gesammelt, um im Alter endlich das echte Menschsein erleben zu können. Der Reporter sagt den anderen, Sienkiewicz in Ruhe zu lassen und besorgt selbst das notwendige Geld. Damit kaufen sie sich ein neues Pferd, womit sie die Ernte im August 1961 retten können. Gleichzeitig retten sie auch ihre eigene Existenz.

### Ganz unten
In diesem Text geht es um die Figur des Unangepassten, die man in der Gesellschaft nicht kennt, weil deren Welt mit der Welt der Mehrheit nicht in Berührung kommt.
Der Reporter gesellt sich drei Arbeitern, die sich auf dem Weg von Bielawa nach Nowa Ruda über Woliborz befinden. Die drei kennen sich von der Arbeit, sie kommen auch aus demselben Kreis, weshalb sie sich sehr gut verstehen und zusammen durch das Land streifen. Dieses Mal haben sie ihre Beschäftigung als Textilarbeiter in Bielawa aufgegeben und wollen als Bergleute in Nowa Ruda arbeiten. Sie haben weder einen festen Wohnsitz noch eine dauerhafte Arbeitsstelle. Sie sind unqualifizierte Arbeiter aus dem Dorf und wandern herum auf der Suche nach besseren Anstellungen. Sie fügen sich in die üblichen sozialen Strukturen oder Abläufe nicht ein, sondern suchen sich immer solche Arbeitsumfelder aus, wo sie sich nicht zu integrieren brauchen und in einer großen Menschenmenge anonym und fremd bleiben, um leichter von dort verschwinden zu können. Die Illusion eines besseren Lebens anderswo hat sich nach so langer Zeit aufgelöst, aber sie haben sich inzwischen an diesen unstetigen Lebensstil gewohnt und führen ihn weiter.
Sie sind sich bewusst, dass sie eigentlich nicht nach einer höheren Position in der Gesellschaft streben, denn sie fühlen sich wohl am Rande der Gesellschaft, wo sie ihre Freiheit bewahren können. Dadurch, dass sie sich im Ablauf der Welt nicht einmischen, werden sie vom Rest der Welt auch nicht gestört.

### Ohne Adresse
In dieser Reportage geht es um die Betrachtung des Lebens als ein Kartenspiel, in der es bestimmte, fest definierte Typologien gibt und es an jegliche Art der Individualität fehlt.
Der Protagonist des Textes ist ein junger Mann, der dem Journalisten über das Studentenleben berichtet. In seinem Bericht stellen Kartenfiguren Menschen mit bestimmten Eigenschaften dar. Der Student selbst ist Pik Bube, die Buben haben den geringsten Wert. Als Buben werden solche Studenten bezeichnet, die unrechtmäßig im Studentenwohnheim wohnen. Homer ist derjenige, der die Situation der Buben kritisiert, die den ganzen Tag verschwenden, ohne nichts zu tun, außer Bier zu trinken und ein paar Groschen zu verdienen, indem sie die Koffer der Touristen tragen. Sie versammeln sich abends in einem Zimmer des Wohnheims und spielen bis am nächsten Morgen Karten, weil sie sonst nichts zu tun haben. Homer kritisiert ihre fehlende Lebhaftigkeit und Leidenschaft, ihre ständige Lethargie und Passivität.
Der Student erzählt dem Reporter auch über die Tätigkeit der Buben, denn jeder von ihnen bekommt in verschiedenen Bereichen Gelegenheitsjobs, im Hotel, bei den Nonnen, als Pförtner oder am Strand. Sie betrachten sich selbst als „Aristokraten“ und „Elite“ und verachten die tüchtigen Studenten. Buben müssten aber auch etwas leisten und das, was sie am liebsten schaffen, ist Literatur: Sie schreiben Texte, Gedichte oder Theaterstücke, die sie nachts den anderen im Wohnheim für etwas Essen vorlesen. Doch auch das kritisiert Homer, denn er glaubt, diese Studenten hätten gar keinen Stoff, um etwas derartiges zu schaffen. Er wirft ihnen vor, nichts erlebt zu haben und Gefühle wie Angst, Liebe oder Schmerz nicht zu kennen.
Die Buben hatten früher auch große Pläne, aber inzwischen geben sie sich mit kleineren Erfolgen zufrieden. Ihr Leben ist schwer und voller Sorgen. Am wichtigsten für sie ist, im Wohnheim einen Schlafplatz und Essen zu finden, mithilfe ihrer Kameraden.

### Der große Wurf
In diesem Text geht es um die Haltung derjenigen Menschen, die ihre Träume nicht verwirklichen und die Leistungen anderer kritisieren, anstatt selbst ihre Ziele zu erreichen.
Der polnische Diskuswerfer Piatkowski trainiert auf dem Rasen eines Spielfelds, während ihm viele Neugierige von der Seite zuschauen. Sie alle wollen den großen Wurf sehen, bei dem der Diskus sechzig Meter lang fliegt, bis er auf dem Boden landet. Mit diesem Wurf hat sich Piatkowski den Weltrekord gesichert. Doch am Ende des Trainings sind die Zuschauer enttäuscht, den Wurf nicht gesehen zu haben. Zu ihrer Überraschung verrät ihnen der Trainer, dass die letzten beiden Würfe doch über sechzig Meter lang gewesen wären. Also haben die Zuschauer diesen Moment verpasst, ohne dass sie das gewusst hätten.
Der 23-jährige Piatkowski studiert an der Hochschule für Weltwirtschaft in Warschau, aber seit acht Jahren trainiert er das Diskuswerfen, was seine große, einzige Leidenschaft ist. Es geht ihm um mehr als nur um Rekorde, sondern auch darum, herauszufinden, wie weit er damit kommen kann, seine eigenen Grenzen zu überwinden und sich ständig zu verbessern.
Den Zuschauer im grauen Pullover betrachtet der Reporter als einen Typus, der nach Vorbildern sucht und sich kritisch die Leistungen anderer anschaut, nur weil er selbst einmal seine eigene Chance verpasst hat, weshalb er sich ständig Vorwürfe macht. Ähnlich wie mit dem großen Wurf, den es gegeben hat, aber den man als Zuschauer verpasst hat.

### Altes Eisen
In dieser Reportage geht um zwei zeitlich aneinander sehr nahe liegende Generationen, die sich aber nicht verstehen, die sich gegenseitig nicht kennen und nicht miteinander kommunizieren können, obwohl sie sich ständig im Alltag begegnen und miteinander interagieren müssen.
Der Reporter trifft auf der Straße einen Schüler; sie warten zusammen auf einen Wagen, um nach Grajewo zu fahren. Der Junge erzählt ihm, dass er in Geschichte durchgefallen sei, seinen Lehrer könne er nicht ausstehen, er bezeichnet ihn als „altes Eisen“, weil man sich mit ihm nicht verständigen könne. Zufälligerweise kennt der Reporter den Lehrer Grzegorz Stepik. Stepik gilt als hingebungsvolle, ehrgeizige Person voller Energie und Initiative, die nie Nein sagen kann. Trotz großer Anstrengungen ist er als Pädagoge nicht erfolgreich.
Obwohl er lediglich 27 Jahre alt ist, wird er von den Jüngeren, also von seinen Schülern, nicht verstanden, sie halten ihn für alt und verrückt. Sie verstehen seine Motivation nicht, denn es scheint ihnen, dass er zu viel gegeben und investiert habe, aber nichts zurückbekommen. Dabei berücksichtigen die Schüler nicht die gesammelten Lebenserfahrungen, sondern nur die materiellen Errungenschaften. Die Schüler kennen alte Helden viel besser als ihre wenig älteren Mitmenschen.

### Keine Sorge, Tollpatsch
In diesem Text geht es um die Kategorie des intellektuellen Außenseiters, einer einsamen Person, die mit existentiellen Fragen und Überlegungen beschäftigt ist, welche von ihren Mitmenschen nicht verstanden werden.
Wilczynski und Szeryk, zwei Ingenieure in einer Fabrik, kaufen sich zusammen ein Auto der Marke Fiat. Dieser Kauf bedeutet nicht nur für sie ein Vorteil, sondern auch für ihre Bekannten und Freunde, zu denen auch Misiek Molak gehört.
Doch Misiek gilt als Tollpatsch der Gruppe. Obwohl sie die gleiche Schule besucht haben und Spielkameraden waren, haben sich ihre Wege getrennt. Er besuchte die Universität und wurde Lehrer, sie besuchten die Fachhochschule und arbeiten nun im industriellen Bereich. Aber die Unterschiede gehen über die berufliche Laufbahn hinaus, sie sind auch in der verschiedenen Mentalität erkennbar. Während Misiek sich voller Neugierde und Selbstzweifel weiterbildet, zählen für seine Freunde nur die Gewissheiten. Sie wollen nur konkrete Resultate und messbare Leistungen erreichen, Misieks Arbeit erscheint ihnen deshalb wenig produktiv.

### Danka
In dieser Reportage geht es um vorgefertigte Bilder, in diesem Fall bezüglich Sakralität und Kunst, sowie um die Engstirnigkeit und Scheinheiligkeit einiger Gläubigen.
Der Reporter befindet sich in einer Kleinstadt der Region Bialystok, um für seine journalistische Arbeit ein Ereignis zu dokumentieren. Als Erstes möchte er den Pfarrer befragen, doch er findet ihn nicht im Pfarrhaus. In dem Gasthaus unterhält sich der Reporter über diese Begebenheit mit der Leiterin des Restaurants. Diese schildert die Begebenheit aus ihrer Perspektive und gibt zu, zur Prügelei hingegangen zu sein, aber nur weil sie sonst ihre Kunden verloren hätte. Der Reporter besucht nachher den Milizposten, wo ihm der Kommandant Materialien zur Verfügung stellt und ihm erklärt, wie sich mehrere Bürgerinnen über das sündhafte, sittenlose Verhalten im Pfarrhof beschwert hatten. Später befragt er den Sekretär des Stadtkomitees, der von einer Provokation von Seiten des Klerus ausgeht.
Der Kirchendiener Michal erzählt dem Reporter, wie der Pfarrer einen Bildhauer beauftragt hatte, die Figur Marias für den Seitenaltar zu schnitzen. Dafür durfte der Künstler kostenlos im Häuschen wohnen und essen. Der Bildhauer akzeptierte nur mit der Bedingung, sein Modell für eine schon begonnene Figur, eine sehr schöne Frau namens Danka, mit sich in die Pfarrei bringen zu dürfen. Der Pfarrer willigte ein, aber vermied Danka, die ständig im Badeanzug herumlief. Er schaute sich die Holzfigur mit Faszination an. Der Bildhauer schnitzte eigentlich Danka als Marienfigur. Die längerfristige Anwesenheit dieser Frau da verärgerte die Bürger der Kleinstadt, vor allem die Frauen, die an dem Tag, als sowohl der Pfarrer, als auch der Bildhauer und der Kirchendiener unterwegs waren, die Gelegenheit nutzten, um sich auf diese zu rächen und sie verprügelten.
Von dem Freund des Bildhauers erfährt der Reporter, wie letzter überhaupt in die Kleinstadt mit Danka gekommen war. Die erste Figur, die er aus Gips nach ihr angefertigt hatte, wurde von einigen als zu sakral, von anderen als zu realistisch empfunden, was den Bildhauer völlig verwirrte. Er zerstörte die Figur. Nur der Kopf blieb erhalten und den wollte er verkaufen, um mit Danka in die Masuren zu fahren.
Schließlich besucht an einem Sonntag auch der Reporter die Kirche und schaut sich voller Bewunderung die noch nicht fertiggestellte Holzfigur an, vor der die Gläubigen nun knien und beten.

### Keiner geht weg
In diesem Text geht es um den Paradox schädlicher und anscheinend notwendiger Abhängigkeiten, sowie um die Unfähigkeit des Staates, diese zu lösen.
Der Reporter tauscht sich mit dem Militär über eine Familie aus Piastowa aus. Die Situation dieser Familie und ihr Lebensstil sind sehr speziell. Obwohl jeder Einzelne, Vater, Mutter und Sohn, als anständige Personen in der Gemeinschaft angesehen werden, gibt es immer Skandal und großer Streit, wenn sie zusammen sind. Der Mann beleidigt und schlägt die Frau, die Frau streitet sich mit ihm, der Sohn verflucht und bedroht den Vater. Doch gleichzeitig können die drei auch nicht getrennt leben. Der Vater sichert den Unterhalt der Familie, die Mutter sorgt sich um den Sohn, der an Tuberkulose leidet, der Sohn beschützt die Mutter vor dem Vater. So erfüllt jedes Mitglied eine bedeutende Funktion in dieser Konstellation.

### Der Starre
In dieser Reportage geht es um die unterschiedlichen, unsichtbaren Bindungen zwischen Menschen, die die Gesellschaft zusammenhalten, sowie um die Spannung zwischen der moralischen Verantwortung und der vorübergehenden Verlockung.
Ein Lastwagen transportiert einen Sarg nach Jeziorany, als der Motor auf der steilen Straße bergauf kaputt geht. Im Sarg befindet sich die Leiche eines jungen Bergarbeiters aus Jeziorany, der bei einem Unfall in der Grube „Aleksandra-Maria“ in Schlesien gestorben ist. Fünf Kollegen und der Reporter begleiten den Sarg bis nach Jeziorany.
Die sechs Männer entscheiden sich, den Sarg zusammen bis in die Stadt auf dem Rücken zu tragen, anstatt bis am nächsten Morgen zu warten, da sie nur noch etwa 15 Kilometer zurücklegen müssen. Während des beschwerlichen Weges mit der Last auf den schmerzenden Schultern erzählen die Männer über die Ironie dieses Ereignisses, über dieses Opfer, das sie eigentlich dem Toten bringen. Keiner kannte ihn, doch durch diese Begebenheit fühlen sie sich auf irgendeiner Weise mit ihm verbunden. Während einer Pause im Wald begegnen sie einer Gruppe von acht Mädchen, die einen Ausflug machen. Diese Begegnung, die ein angenehmes, verlockendes Gefühl der Wärme und Nähe verbreitet, stellt ihre Aufgabe mit dem Sarg in Gefahr. Sie sind verunsichert, da sie zwischen der Verlockung und der Verantwortung schwanken. Sie genießen den ruhigen Abend mit den Mädchen und feiern das Leben überhaupt, danach machen sie sich auf den Weg. Gegen Morgen kommen sie in der Stadt an. Sie bringen den Sarg trotz Schmerzen und Erschöpfung bis zur letzten Station, zum Friedhof.

### Die Bäume gegen uns
In diesem Text geht es um die Bedeutung des Militärs in den Zeiten des Kalten Krieges, die nicht nur auf die Modernisierung der Waffen beschränkt ist, sondern neue Fragen über das Dasein des Menschen aufwirft, sowie über dessen Beziehung zu seiner Umgebung.
Soldaten befinden sich bei ihrem Militärdienst in einem Wald. Der Reporter beschreibt die Einheitlichkeit, die in der Kaserne unter den Soldaten herrscht, da im Rahmen des Militärdienstes jede Spur Individualität verschwindet, nicht nur äußerlich, sondern auch innerlich, was Gedanken, Gefühle oder Gewohnheiten betrifft. Außerhalb der Grenzen dieser militärischen Welt tritt ein Leben voller Reichtum auf, ein Leben mit allesamt guten und schlechten Seiten, aber immerhin im Licht, im Unterschied zur Finsternis des Waldes, in dem sich die Soldaten aufhalten. Dieser Krieg ähnelt keinem anderen, denn man führt ihn nicht mit üblichen Waffen, sondern mit Massenvernichtungswaffen. In dieser Zeit, in der die Kriegstechnik auf höchstem Niveau liegt, fühlen sie sich als einfache Rekruten voll verwirrt, was ihre Position angeht.
Einer, der seinen Platz in der Armee gefunden hat, ist Grzywacz, dessen bisherige Existenz keine Stabilität hatte. Beim Militär hat er nun eine feste Position, sowie einen Obersten, der ihm Befehle zuteilt, die er voller Eifer ausführt. Das Gegenteil von Grzywacz ist Hryncia, ein Bauer, der es kaum erwarten kann, seinen Dienst zu beenden und in seinem Dorf zurückzukehren. In Stille versucht er, sich den Aufgaben zu entziehen und entlassen zu werden. Zwischen diesen zwei Polen, die zwei gegensätzliche Haltungen zum Militär illustrieren, befinden sich in verschiedenen Abstufungen alle anderen Einstellungen.

### Busch, polnisch
In der Reportage geht es um die Schwierigkeit einer authentischen Darstellung und die Unzulänglichkeit objektiver Beschreibungen. Dieser Text hat einen paradigmatischen Charakter, dadurch, dass er den eigenen, polnischen Raum, ähnlich wie den afrikanischen, in den Augen der vornehmen Großstädter als eine rückständige Welt erscheinen lässt.
Der Reporter, sein Freund Kofi und ihr Fahrer erreichen das Dorf Mpango in Ghana. Ihr Auto ist kaputt gegangen und deshalb bleiben sie über Nacht hier. Sie finden Unterkunft bei dem Nana, der mehr als ein Dorfvorsteher darstellt. Er leitet den Ältestenrat, hat Autorität in der Gemeinschaft und verfügt über magische Kräfte. Nachdem sie sich dem Ritual entsprechend begrüßt haben, sitzen sie zusammen um das Feuer und erzählen.
Die Alten des Dorfes fragen den Reporter nach seinem Heimatland Polen. Es wird vor allem über Alltagsaspekte sowie über den Kolonialismus gesprochen, über die Kolonien der „Weißen“, auch darüber, dass Polen keine Kolonien hat, aber unter dem Faschismus selbst eine war. Kurz darauf wird sich der Reporter bewusst, dass er eigentlich nur einen sehr kleinen, nicht unbedingt repräsentativen Teil seines Landes beschrieben hat, was ihn unzufrieden macht. Er ruft sich in Gedächtnis Erinnerungen an seine Heimat wach, doch er realisiert, dass es unmöglich ist, diese Atmosphäre, diese Gefühle in Worte zu packen und einem Fremden wiederzugeben. Die Schilderung bleibt immer schematisch, fragmentarisch und trocken.

## Ausgaben
- Ryszard Kapuściński: Ein Paradies für Ethnographen. Polnische Geschichten. Martin Pollack, Vorwort und Übersetzung, Renate Schmidgall, Übersetzung. Eichborn Verlag, Frankfurt a. M. 2010. ISBN 978-3-82185837-1